# Ялунер, Яков Ионович
Яков Ионович Ялунер (23 апреля 1908, Тихвин, Новгородская губерния, Российская империя — 13 ноября 1988, Москва, СССР) — советский сценарист, член Союза писателей СССР.

## Биография
Родился в 1908 году в Тихвине. В советском кинематографе дебютировал в 1931 году и с тех пор написал ряд экранизаций, из которых экранизировано было 4, из которых только один фильм оказался культовым — Близнецы.
С 1967 года жил с женой, Захаровой Еленой Борисовной (1926—1994), в ЖСК «Советский писатель»: Красноармейская улица, д. 21 (до 1969: 1-я Аэропортовская ул., д. 20).
Скончался 13 ноября 1988 года в Москве.

## Фильмография

### Сценарист
- 1931 — Фома-работяга
- 1932 — Золотые руки
- 1945 — Близнецы
- 1946 — Дорога без сна